# Radnainé Fogarasi Katalin
Radnainé Fogarasi Katalin (Budapest, 1956. április 18. – 2024. december 3.) magyar jogász, a Nemzeti Örökség Intézetének főigazgatója (2013–2021).

## Tanulmányai
Középiskolai tanulmányait a Kossuth Zsuzsanna Gimnázium orosz tagozatán végezte, majd 1974-ben érettségizett. 1976-1982 között az Eötvös Loránd Tudományegyetem Állam és- Jogtudományi Karának hallgatója. 2003-ban közigazgatási vizsgát szerzett a Budapesti Közigazgatási Intézetben. Középfokon beszél angolul.

## Pályája
- 1979–1980: Az Igazságügyi Minisztérium Törvény-előkészítő Főosztályán előadó.
- 1984–1996: A Kemikál Építőipari Vállalatnál igazgatási-, majd önálló jogi főmunkatárs.
- 1996–1998: Betéti Társaság ügyvezető igazgatójaként működött gazdasági társaságok melletti tanácsadó.
- 1998–1999: A Liszt Ferenc Zeneművészeti Egyetem főtitkára.
- 2000–2013: A Nemzeti Emlékhely és Kegyeleti Bizottság főtitkáraként vezette a Bizottság Titkárságát, 2005-től főtisztviselőként.
- 2013–2016: A Nemzeti Örökség Intézetének elnöke
- 2016–2021 A Nemzeti Örökség Intézetének főigazgatója

## Társadalmi szerepvállalása
2001-től a Magyarországi Lions Klubok Szövetségének klubelnöke, a Klauzál téri Lionsok tagja és örökös elnöke. Fontosnak tartja a hátrányos helyzetű gyerekek segítését. Vezetése alatt a klub kétszer nyerte el Magyarországon az év legjobb klubja kitüntető címet, valamint az azzal járó kupát. Legfőbb karitatív tevékenységei között kiemelendő elsősorban a kórházak, illetve a fogyatékkal élők számára létesült intézmények segítése. Az adományok biztosításához az anyagi háttér megteremtése is prioritásként szerepel az önként vállalt feladatai között. A rangos eseményként számon tartott Katalin bál jótékonysági bálját 25. esztendeje szervezi meg.

## Kitüntetései
- 2002: Kossuth Lajos-emlékérem
- 2002: Hűség a Hazához érdemkereszt
- 2002: Honvédelemért kitüntető cím I.
- 2003: Certificate of Appreciation (Nemzetközi Lions kitüntetés)
- 2004: A Magyar Köztársasági Érdemrend lovagkeresztje
- 2004: Balassi Bálint-emlékérem
- 2005: Magyar Hadisírgondozásért I. osztályú kitüntető cím
- 2007: A Melvin Jones Fellow kitüntetése a Humanitárius Szolgálatokért (A legrangosabb Nemzetközi Lions kitüntetés)
- 2007: 56-os Magyar Szabadságharc lovagkeresztje
- 2011: A Magyar Köztársasági Érdemrend tisztikeresztje
- 2019: A Magyar Érdemrend középkeresztje